# Olympische Sommerspiele 1992/Teilnehmer (Bermuda)
| Gelbes Symbol für Goldmedaillen mit stilisierten Olympischen Ringen | Graues Symbol für Silbermedaillen mit stilisierten Olympischen Ringen | Braundes Symbol für Bronzemedaillen mit stilisierten Olympischen Ringen |
| ------------------------------------------------------------------- | --------------------------------------------------------------------- | ----------------------------------------------------------------------- |
| —                                                                   | —                                                                     | —                                                                       |

Bermuda nahm an den Olympischen Sommerspielen 1992 in Barcelona, Spanien, mit einer Delegation von 20 Sportlern (14 Männer und sechs Frauen) teil.

## Teilnehmer nach Sportarten

### Leichtathletik
- Troy Douglas
400 Meter: Halbfinale

- Nick Saunders
Hochsprung: In der Qualifikation ausgeschieden

- Brian Wellman
Dreisprung: 5. Platz

- Dawnette Douglas
Frauen, 100 Meter: Vorläufe
Frauen, 200 Meter: Vorläufe

### Reiten
- Suzanne Dunkley
Dressur, Einzel: 29. Platz

- Nicki DeSousa
Vielseitigkeit, Einzel: 45. Platz

- Mary Jane Tumbridge
Vielseitigkeit, Einzel: DNF

### Schwimmen
- Geri Mewett
50 Meter Freistil: 44. Platz
100 Meter Freistil: 50. Platz
4 × 100 Meter Freistil: 16. Platz

- Ian Raynor
50 Meter Freistil: 45. Platz
100 Meter Freistil: 51. Platz
4 × 100 Meter Freistil: 16. Platz
100 Meter Schmetterling: 56. Platz

- Mike Cash
4 × 100 Meter Freistil: 16. Platz

- Craig Morbey
4 × 100 Meter Freistil: 16. Platz

- Chris Flook
100 Meter Brust: 33. Platz
200 Meter Brust: 39. Platz

- Jenny Smatt
Frauen, 100 Meter Brust: 28. Platz
Frauen, 200 Meter Brust: 32. Platz
Frauen, 200 Meter Lagen: 38. Platz

### Segeln
- Blythe Walker
470er: 30. Platz

- Ray DeSilva
470er: 30. Platz

- Paul Fisher
Star: 19. Platz

- Peter Bromby
Star: 19. Platz

- Jay Kempe
Tornado: 20. Platz

- Reid Kempe
Tornado: 20. Platz

- Paula Lewin
Frauen, Europe: 21. Platz